# Витојевци
Витојевци су насеље у Србији у општини Рума у Сремском округу. Према попису из 2022. било је 767 становника.
Витојевци су у пролеће 1932. били погођени катастрофалном поплавом.

## Демографија
У насељу Витојевци живи 702 пунолетна становника, а просечна старост становништва износи 38,2 година (36,9 код мушкараца и 39,6 код жена). У насељу има 263 домаћинства, а просечан број чланова по домаћинству је 3,47.
Ово насеље је великим делом насељено Србима (према попису из 2002. године), а у последња три пописа, примећен је пораст у броју становника.
|  |

| Демографија | Демографија | Демографија |
| Година      | Становника  | Становника  |
| ----------- | ----------- | ----------- |
| 1948.       | 625         |             |
| 1953.       | 684         |             |
| 1961.       | 796         |             |
| 1971.       | 873         |             |
| 1981.       | 878         |             |
| 1991.       | 901         | 890         |
| 2002.       | 913         | 927         |

| Етнички састав према попису из 2002.‍ | Етнички састав према попису из 2002.‍ | Етнички састав према попису из 2002.‍ | Етнички састав према попису из 2002.‍ | Етнички састав према попису из 2002.‍ |
| ------------------------------------ | ------------------------------------ | ------------------------------------ | ------------------------------------ | ------------------------------------ |
|                                      |                                      |                                      |                                      |                                      |
| Срби                                 | Срби                                 |                                      | 843                                  | 92,33%                               |
| Роми                                 | Роми                                 |                                      | 39                                   | 4,27%                                |
| Мађари                               | Мађари                               |                                      | 6                                    | 0,65%                                |
| Румуни                               | Румуни                               |                                      | 5                                    | 0,54%                                |
| Македонци                            | Македонци                            |                                      | 3                                    | 0,32%                                |
| Руси                                 | Руси                                 |                                      | 1                                    | 0,10%                                |
| Муслимани                            | Муслимани                            |                                      | 1                                    | 0,10%                                |
| непознато                            | непознато                            |                                      | 14                                   | 1,53%                                |

| Година пописа     | 1948. | 1953. | 1961. | 1971. | 1981. | 1991. | 2002. |
| ----------------- | ----- | ----- | ----- | ----- | ----- | ----- | ----- |
| Број домаћинстава | 139   | 163   | 199   | 230   | 243   | 271   | 263   |

| Број чланова      | 1  | 2  | 3  | 4  | 5  | 6  | 7 | 8 | 9 | 10 и више | Просек |
| ----------------- | -- | -- | -- | -- | -- | -- | - | - | - | --------- | ------ |
| Број домаћинстава | 32 | 61 | 38 | 65 | 30 | 29 | 5 | 1 | 2 | 0         | 3,47   |

| Пол    | Укупно | Неожењен/Неудата | Ожењен/Удата | Удовац/Удовица | Разведен/Разведена | Непознато |
| ------ | ------ | ---------------- | ------------ | -------------- | ------------------ | --------- |
| Мушки  | 366    | 109              | 233          | 14             | 10                 | 0         |
| Женски | 372    | 60               | 235          | 65             | 12                 | 0         |
| УКУПНО | 738    | 169              | 468          | 79             | 22                 | 0         |

| Пол    | Укупно                    | Пољопривреда, лов и шумарство | Рибарство                            | Вађење руде и камена | Прерађивачка индустрија       |
| ------ | ------------------------- | ----------------------------- | ------------------------------------ | -------------------- | ----------------------------- |
| Мушки  | 182                       | 65                            | 0                                    | 0                    | 67                            |
| Женски | 55                        | 25                            | 0                                    | 0                    | 12                            |
| УКУПНО | 237                       | 90                            | 0                                    | 0                    | 79                            |
| Пол    | Производња и снабдевање   | Грађевинарство                | Трговина                             | Хотели и ресторани   | Саобраћај, складиштење и везе |
| Мушки  | 4                         | 26                            | 5                                    | 0                    | 5                             |
| Женски | 0                         | 2                             | 6                                    | 0                    | 2                             |
| УКУПНО | 4                         | 28                            | 11                                   | 0                    | 7                             |
| Пол    | Финансијско посредовање   | Некретнине                    | Државна управа и одбрана             | Образовање           | Здравствени и социјални рад   |
| Мушки  | 0                         | 1                             | 5                                    | 2                    | 1                             |
| Женски | 0                         | 0                             | 2                                    | 4                    | 2                             |
| УКУПНО | 0                         | 1                             | 7                                    | 6                    | 3                             |
| Пол    | Остале услужне активности | Приватна домаћинства          | Екстериторијалне организације и тела | Непознато            | Непознато                     |
| Мушки  | 0                         | 0                             | 0                                    | 1                    | 1                             |
| Женски | 0                         | 0                             | 0                                    | 0                    | 0                             |
| УКУПНО | 0                         | 0                             | 0                                    | 1                    | 1                             |